# إيما ويلارد
إيما ويلارد (بالإنجليزية: Emma Willard) هي كاتِبة أمريكية، ولدت في 23 فبراير 1787 في Berlin, Connecticut ‏ في الولايات المتحدة، وتوفيت في 15 أبريل 1870 في تروي في الولايات المتحدة.

## حياتها المبكرة
وُلدت إيما ويلارد في فبراير 23، 1787 في برلين، كونيتيكت. كانت الطفلة السادسة عشرة من بين سبعة عشر طفلًا من والدها، صاموئيل هارت، وزوجته الثانية ليديا هينسديل هارت. كان والدها فلاحًا شجَّع أطفاله على القراءة والتفكير لأنفسهم. وقد أدرك والدها شغفها في التعلم في سن مبكرة. وكانت النساء في ذلك الوقت يحصلن على تعليم أساسي فقط. وبالرغم من ذلك، فقد أُدخلت ويلارد في نقاشات العائلة مثل السياسة والفلسفة وسياسات العالم والرياضيات والتي كانت مواضيع ذكورية بالمرتبة الأولى. سُجلت ويلارد في أول مدرسة لها في سن الخامسة عشرة عام 1802 في مسقط رأسها في برلين. وتقدمت بسرعة كبيرة لدرجة أنها كانت تُدَرِّس هناك في سن السابعة عشرة بعد سنتين فقط. وتسلمت ويلارد مسؤولية الأكاديمية لفصل دراسي عام 1806.

## حياتها المهنية
تركت ويلارد برلين عام 1807 وعملت لفترة قصيرة في ويستفيلد، ماساتشوستس، قبل أن تُقبل بعرض عمل في أكاديمية للإناث في ميدلبوري، فيرمونت. وشغلت منصب المدير في ثانوية ميدلبري للإناث منذ 1807 وحتى 1809. ومع ذلك، فلم تكن منبهرة بالمواد التي كانت تُدرس هناك وافتتحت مدرسة داخلية للنساء عام 1814، وقد ألهمتها المواضيع التي كان يتعلمها ابن شقيقها جون ويلارد في كلية ميدلبوري وجاهدت لتحسين المنهج الدراسي الذي كان يُدرس في مدارس البنات. اعتقدت ويلارد أن بإمكان النساء أن يبرعن في مواضيع مثل الرياضيات والفلسفة بدلًا من المواضيع التي كانت تُدرس في مدارس الإنهاء. وقادها شغفها في المحاربة لتعليم النساء إلى المدرسة الأولى للتعليم العالي للنساء.
ألهمها نجاحها لمشاركة أفكارها حول التعليم ولكتابة خطة تحسين تعليم النساء عام 1819، وهو كُتَيِّب قدمته لأعضاء كونغرس ولاية نيويورك. وتضمنت خطتها اقتراحًا بأن تكون مدارس النساء ممولة من القطاع العام تمامًا كمدارس الرجال. ولم تتلق ويلارد أي رد من المشرعين الذين اعتقدوا أن تعليم النساء يعارض مشيئة الله. ثم تلقت ويلارد في النهاية ردًا من محافظ نيويورك ديويت كلينتون، الذي دعاها لافتتاح مدرسة هناك. وكانت ويلارد قد افتتحت معهدًا في واترفورد، نيويورك ولكنها لم تتلق الدعم المالي الموعود ولذلك نقلت مدرستها إلى تروي، نيويورك، حيث تلقت دعمًا وتمويلًا أكثر.
افتُتحت ثانوية تروي للإناث في سبتمبر عام 1821 للطلاب الداخليين والخارجيين. وكانت هذه أول مدرسة في الولايات المتحدة تمنح التعليم العالي للنساء. وتألَّف المنهج الدراسي من مواضيع لطالما أرادت إدراجها في تعليم النساء: الرياضيات، الفلسفة، الجغرافية، التاريخ، والعلوم. قادت ويلارد المدرسة للنجاح، وكانت المدرسة قد سجلت 300 طالبة في عام 1831. جذبت المدرسة طالبات من عائلات غنية أو عائلات من ذوي المراتب العالية. بالرغم من انتهاء الأمر بالنسبة لأغلب الطالبات بأن يصبحن ربات منازل، ولم تمنع ويلارد طالباتها من السعي وراء تعليم النساء أبدًا واستمرت في المحاربة من أجل حقوقهن. لم تكن ويلارد من المؤيدين لحركة حق لنساء في الاقتراع في منتصف القرن التاسع عشر بالرغم من سمعتها اليوم في تاريخ النساء. واعتقدت ويلارد أن تعليم النساء كان أمرًا أكثر أهمية بكثير.
عندما خاطبت إيما ويلارد كونغرس ولاية نيويورك عام 1819، كتب ثوماس جيفرسون في السنة السابقة على سبيل المثال رسالًة اقترح فيها منع النساء من قراءة الروايات «ككتلة من النفايات مع استثناءات قليلة». لسبب مشابه أيضًا، لا يجب التساهل مع أغلب الشعر قالت إيما ويلارد للسلطة التشريعية أن تعليم النساء قد وُجّه لهن بشكل حصري جدًا ليناسب لعرضهن للاستفادة من سحر شبابهن وجمالهن.وقالت «إن المشكلة كانت ذوق الرجال مهما كان، فقد صُنع في مقياس لتشكيل الشخصية الأنثوية» وقالت «إن المنطق والدين يعلمانا، نحن كيان رئيسي ولسنا مجرد توابع للرجال».

## زواجها وعائلتها
التقت ويلارد بزوجها المستقبلي جون ويلارد خلال عملها في الأكاديمية في ميدلبوري، فيرمونت. كان طبيبًا وأكبر منها بـ 28 عامًا. جلب جون معه أربعة أطفال لزواجهما من زواجاته السابقة. وكان ابن أخيه جون ويلارد يعيش معهم أيضًا إذ كان يرتاد كلية ميدلبوري، ما أعطى إيما إلهامًا أكبر لتشكيل آرائها التعليمية. وانضمت لإيما أختها ألميرا هارت لينكولن فيلبس عام 1823، بعد وفاة زوجها سيميون لينكن ودرَّست في مدرسة تروي للإناث لثماني سنوات. كان لإيما وجون ولد واحد، اسمه جون ويلارد هارت، الذي استلم إدارة مدرسة تروي للإناث عندما غادرت ويلارد عام 1838. توفي زوج إيما الأول عام 1825، وتزوجت من كريستوفر ياتيس عام 1838 ولكنها تطلقت منه عام 1843.

## أعمالها
كانت ويلارد تكسب عيشها من الكتابة بالإضافة إلى الأرباح من مدرسة تروي للإناث. كتبت عدة كتب مدرسية خلال حياتها، من ضمنها كتب عن التاريخ والجغرافيا. ومن بعض أعمالها تاريخ الولايات المتحدة، أو جمهورية أمريكا (1828)، نظام الوفاء بالوعد (1831)، أطروحة عن القوى المحركة الدافعة لدوران الدم (1846)، دليل إلى معبد الزمن والتاريخ الكوني للمدارس (1849)، آخر أوراق التاريخ الأمريكي (1849)، أسترونوغرافي؛ أو الجغرافيا الفلكية (1854)، الأخلاق للشباب (1831) مع قصيدتها الأكثر شهرة بعنوان» مهزوزة في مهد العمق «والتي يقال إنها كتبتها خلال رحلة للمحيط عام 1839. وقامت بجولة في أوروبا عام 1830. تبرعت بالمبالغ الحاصلة عليها من كتابها عن سفرها بعد ثلاث سنوات لمدرسة للنساء ساهمت في تأسيسها في أثينا، اليونان.

## أعمال مع مؤلفين آخرين
شاركت ويلارد في كتابة جغرافيات وأطالس ويلارد وودبريدج (1823)، مع الجغرافي الأمريكي ويليام تشانينغ ودبريدج؛ وألفت أيضًا مع ودبريدج نظام الجغرافيا الكونية على مبادئ المقارنة والتصنيف. وكانت موضوعًا لعدة سير ذاتية. ناقش كالهون مؤلفاتها في الجغرافيا وناقش بايم مؤلفاتها في التاريخ.

## حياتها اللاحقة
توفي زوج إيما الأول جون ويلارد عام 1825. وترأست مدرسة تروي للإناث حتى تزوجت مرة ثانية عام 1838، وتركت المدرسة ليتولاها زوجها وابنها وزوجة ابنها. تزوجت من الدكتور كريستوفر ياتيس وانتقلت إلى بوسطن معه.  تخلى عن مهنته، وانفصل الزوجان بعد تسعة أشهر من الزواج وحصلا على الحكم بالطلاق عام 1843. وقضت سنواتها التي تلت ذلك تسافر في أمريكا وأوروبا لتروج لتعليم النساء. ونشرت عددًا من المقالات وقدمت محاضرات -كدعم لجهودها- على نطاق البلد لتروج لقضيتها. كانت سيليا بورلي مساعدتها الشخصية. وساعدت جهود ويلارد في تأسيس مدرسة للنساء في أثينا، اليونان. وقد توفيت إيما ويلارد في إبريل 15، 1870، في تروي، نيويورك ودُفنت في مقبرة أوكوود.
أُعيدت تسمية مدرسة تروي للإناث ليصبح اسمها مدرسة إيما ويلارد عام 1895، وذلك تكريمًا لها وما زالت حتى يومنا هذا تروج لمعتقدها القوي بتعليم النساء. وقد أُقيم تمثال تكريمًا لخدماتها لقضية التعليم العالي في تروي عام 1895. وأٌقيم أيضًا نصب إيما ويلارد التذكاري في ميدلبوري، فيرمونت عام 1941. وأُدخلت ويلارد إلى قاعة الشهرة للأمريكيين العظماء في برونكس، نيويورك عام 1905. وأُدخلت إلى قاعة الشهرة الوطنية للمرأة عام 2013.

## وصلات خارجية
- إيما ويلارد على موقع الموسوعة البريطانية (الإنجليزية)